# Clode Sound
Clode Sound är en vik i Kanada.   Den ligger i provinsen Newfoundland och Labrador, i den östra delen av landet, 1 700 km öster om huvudstaden Ottawa.
I omgivningarna runt Clode Sound växer i huvudsak blandskog. Trakten runt Clode Sound är nära nog obefolkad, med mindre än två invånare per kvadratkilometer.